# Jonotla (kommun)
Jonotla är en kommun i Mexiko.   Den ligger i delstaten Puebla, i den sydöstra delen av landet, 180 km öster om huvudstaden Mexico City.
Följande samhällen finns i Jonotla:
- Jonotla
- Ecatlán
- Tecpantzingo
- Paso del Jardín
- Xiloxóchit
- Tepetitlán
- El Arenal